# Sugarless
Sugarless fue una banda española de rock, activa desde 1995 hasta 2006. En enero de 2020 anunciaron su regreso; sin embargo, no se terminó produciendo por problemas legales. Cuatro años después, Frankie y Samuel, dos miembros originales inician el grupo S, basado en el repertorio de Sugarless.

## Historia

### Formación
El comienzo del proyecto, se remonta al año 1994, el guitarrista Frankie abandonó "Musicians Institute" de Los Ángeles, EE. UU. y formará la agrupación musical tras conocer a Iván y a Samuel, que ocuparon los puestos de vocalista y batería, respectivamente. En 1997, el grupo musical conocerá a Joseba, que sería el bajista.

### Asegúramelo(2000)
En el año 2000, salió a la luz su primer trabajo en castellano pues, antes, habían grabado un álbum experimental en inglés de forma autoproducida La discográfica de este álbum fue "Man Records".

### Más Gas(2002)
Después de Asegúramelo, su siguiente proyecto fue Más Gas (2002), de la mano de Zero Records, producido/mezclado por Dani Alcover (Dover) y coproducido por Frankie, trabajo que los dio a conocer a nivel del panorama del rock nacional, consiguiendo hasta 5000 ventas.

### Vértigo(2003)
En el año 2003, salió a la luz su último álbum de estudio, Vértigo, producido y mezclado por el propio Frankie bajo el sello discográfico Zero Records. En él, experimentaron una pequeña evolución en su estilo, perdiendo gran parte de sus influencias, aumentó el protagonismo del bajo y la guitarra mélodica de Frankie y se sustituyeron gran parte de los riffs pesados y agresivos de anteriores entregas.

### Sugarless-Planet y disolución
En el año 2005, Ivahn decide viajar a Los Ángeles para recibir clases de canto. Durante su estancia en Los Ángeles, experimenta con distintos estilos de música y canto. En un momento dado, decide presentar en público una canción, cuyo principal atractivo era la creación de un género conocido como "rumbatón", mezcla de rumba y reguetón, el tema en cuestión era "Pa mi mulata". La canción, aparece en las noticias de un conocido canal angelino y consigue gran popularidad, especialmente, entre la población hispana. A partir de este hecho, Ivahn decide emprender una carrera en solitario bajo el nombre de "Huecco", lo cual, creó diferencias de opiniones dentro de Sugarless. Frankie y Samuel abandonaron el grupo, y fueron temporalmente sustituidos por David Obelleiro a la guitarra (procedente de Super Skunk y Skunk D.F.) y Edu Ostos a la batería (procedente de Coilbox). Tras este cambio, los integrantes se ven obligados a cambiar el nombre de la banda por el de Sugarless-Planet, debido a unos problemas legales. En el año 2006, se produce la disolución de la banda. 
Con la separación, Ivahn comenzó su carrera en solitario con un estilo diferente bajo el sobrenombre de Huecco, Frankie, siguió trabajando como guitarrista en diversos proyectos, y creó su propia banda llamada Fuzz, Joseba se unió a Strawberry Hardcore y Samuel a Habeas Corpus.

### 2020: Vuelta a la actividad frustrada
La banda anunció el 9 de enero de 2020 que volvían a la actividad. En esta ocasión, lo hicieron a través de las diferentes redes sociales y anunciando que Ivahn (Huecco) no estaría en su regreso. En su lugar se incorporó al grupo Samuel Rodríguez (Sammy) como nuevo vocalista y la formación se completó con Samuel (batería), Joseba (bajo) y Frankie (guitarra), miembros clásicos del grupo desde su formación en los años 90. Sin embargo, meses después aparecen eliminadas todas las redes sociales y la web oficial del grupo sin ningún tipo de explicación. El 20 de octubre del 2023 fallece el bajista Joseba Llanas.

### Regreso bajo el nombre S
En verano de 2024, Frankie, Samuel, Sammy y Daniel Santamaria (músico que había tocado en Fuzz) inician el grupo S, con un repertorio basado en Sugarless y con una nueva canción, "Reacción en cadena". La banda aclaró que su regreso se frustró cuatro años antes debido a problemas legales.

## Estilo
El estilo de Sugarless consistía en una fusión de diversos géneros musicales, entre ellos funk, hip-hop, hardcore punk, grunge, acid jazz o punk, influenciados por bandas como Rage Against the Machine, Queens Of The Stone Age o Red Hot Chili Peppers. El grupo era asociado frecuentemente al nü metal, aunque ciertos medios los desmarcaban de él.

## Discografía
- Asegúramelo (Mans Records, 1998)
- Más Gas (Zero Records, 2002)
- Vértigo (Zero Records, 2003)

## Vídeoclips
- "Abre tu sonrisa", 2002
- "Guantánamo", 2003

## Sencillos
- "Miedo", 2002
- "Guantánamo", 2003

## Miembros
- Joseba - bajo (1997-2006)
- Frankie - guitarra (1994-2005)
- Samuel - batería (1994-2005)
- Ivahn - voz (1994-2006)
- David Obelleiro - guitarra (2005-2006)
- Edu Ostos - batería (2005-2006)

Cronología